# Scène de la douche de Psychose
Pour plus de détails, voir Fiche technique et Distribution.
La scène de la douche, dans le film Psychose d'Alfred Hitchcock, sorti en 1960, est l'une des scènes les plus marquantes de l'histoire du cinéma. Se déroulant dans la douche d'une chambre de motel, elle voit le meurtre du personnage de Marion Crane, perpétré à coups de couteau par Norman Bates (joué par Anthony Perkins) alors déguisé sous les traits de sa défunte mère. La scène se déroule 45 minutes après le début du film et provoque la stupeur du public. En effet Marion Crane, interprétée par Janet Leigh, présentée jusqu'ici comme le personnage principal du film, disparaît brutalement à ce moment-là. La scène reste également célèbre pour l'accompagnement musical signé Bernard Herrmann ; des cordes stridentes et saccadées.

## Déroulement de la scène
Le film s'ouvre sur une chambre d'hôtel de Phoenix (Arizona) où se trouvent Marion Crane et son amant Sam Loomis. Marion Crane, à qui son employeur a confié la somme de 40 000 dollars pour qu'elle les remette à la banque, veut changer de vie et décide de s'enfuir avec cet argent en voiture. Après plusieurs péripéties, elle décide de faire halte dans un motel isolé pour y passer la nuit lorsque s'abat une violente pluie d'orage. Marion est l'unique cliente du motel tenu par Norman Bates et sa mère.
Norman attribue à Marion une chambre voisine de son bureau puis, manifestement sous le charme de la jeune femme, l'invite à partager avec lui un repas frugal puisqu'il n'y a pas de restaurant à proximité immédiate. Marion, fatiguée par le stress et les kilomètres au volant, accepte et, alors que Norman l'a laissée pour préparer à manger dans la maison qui se dresse en surplomb du motel, elle perçoit dans la nuit des éclats de voix : Norman se dispute avec sa mère qui voit d'un mauvais œil ce tête-à-tête de son fils avec une femme. Revenant avec le repas, il lui demande d’excuser sa mère « qui est malade » et parle de lui, de son hobby, la taxidermie. Norman vit manifestement sous la coupe de sa mère, et cette discussion fait prendre conscience à Marion que sa propre fuite n'est pas une solution.
De retour dans sa chambre, Marion envisage de rembourser son patron, et se déshabille pour prendre une douche, alors que Norman l'observe depuis son bureau par un trou pratiqué dans le mur.
Une vieille femme, dont la silhouette est estompée par le rideau, surgit et frappe mortellement Marion à coups de couteau avant de disparaître. L'horreur de cette scène est accentuée par la musique de Bernard Herrmann faite d'une note aiguë saccadée par des cordes stridentes. Le meurtrier est en fait Norman Bates déguisé en sa mère défunte, mais le public l'ignore à ce point. 
Ainsi, Norman apparaissant horrifié, fait ensuite la « découverte » du meurtre mais nettoie la douche et élimine avec soin les traces du crime et du passage de Marion. Il regroupe toutes les affaires de celle-ci, y compris, sans le savoir, l'argent volé dissimulé dans un journal. Il immerge ensuite la voiture de la jeune femme, avec le corps, dans un marais proche...

## Réalisation
Le tournage de la mort de Marion Crane se déroule sur sept jours et 70 prises différentes pour seulement 45 secondes de plans rapidement enchaînés,. On a rarement vu à cette époque une scène d'un tel impact. Le meurtre de Marion Crane n'est pas seulement une scène pivot pour la cohérence de Psychose ; il va donner à Hitchcock le rang de maître. Elle coûta 62 000 dollars.
Hitchcock répète souvent qu'il dirige le tournage avant de diriger son public. Et c'est bien ce qu'il fait dans la salle de bains blanche du Bates Motel. L'intention est de souligner le voyeurisme face à cette femme séduisante, nue sous la douche ; l'accent est mis sur l'effrayant couteau et le sang qui gicle. La vraie force de Psychose, sa véritable horreur, repose sur la manière dont Hitchcock tue l'émotion du public,.
Le meurtre est tourné la semaine précédant Noël, ce qui, pour Janet Leigh, ajoute à la scène une dimension surnaturelle. « Durant la journée, j'étais dans l'angoisse d'être poignardée à mort, et le soir j'emballais les cadeaux de Noël pour les enfants, ».
La scène de la douche, à l'origine, n'est pas découpée en plusieurs plans, comme dans la version finale. Il n'y a pas de story-board précis de la scène. Le scénariste Joseph Stefano a simplement décrit le fait qu'elle entre dans la douche et que quelqu'un vient la tuer à coups de couteau. Dans le livre de Robert Bloch dont le film est inspiré, l'héroïne est décapitée. La description du meurtre est suffisamment détaillée pour dissiper le moindre doute concernant la tête de Janet Leigh. « De plus, je doute qu'Hitchcock ait imaginé une chose pareille. » se rappelle-t-il. Hitchcock charge Saul Bass de concevoir un story-board pour la scène.
Pour cette scène, le mannequin Marli Renfro (en) (née le 3 avril 1938 à Los Angeles en Californie) fut engagé. Elle fut payée 500 dollars.
La scène de douche est tournée sur un plateau qui ne fait pas plus de 15 mètres carrés. « La scène de la douche m'a pris un tiers du temps de tournage. J'ai travaillé trois semaines sur le film et la scène de la douche a pris sept jours complets. Sept jours de tournage, une large part de mon travail » déclare Janet Leigh. L'équipe doit mesurer le débit d'eau et l'épaisseur du rideau afin de déterminer si l'on pouvait voir l'héroïne nue. Sans avoir une personne nue, il est impossible de savoir quand couper la scène. « Si on ne la voit pas vraiment, on croit voir quelque chose mais c'est faux » selon Leigh.

« La construction de cette scène est très ingénieuse. Car à partir de là, Hitchcock réussit à mettre en scène non plus ce que le spectateur voit réellement, mais ce qu'il croit voir. Il signe ce coup de maître grâce au montage et le public, pris dans l'action se laisse emporter. Chaque coupure est comme un coup de couteau. Le public se prend à croire, finalement, qu'il s'agit d'un coup de couteau, quand ce n'est qu'une coupure. Le mot coupure est d'ailleurs bien choisi, il correspond aux coups de couteau. »

— Janet Leigh, "The Making of 'Psycho'"
Pour créer le bruit des coups de couteau, l'accessoiriste utilise des melons,,,. Pour le sang, il y a de nombreux essais avant le tournage. Jack Barron et Bob Dawn, les maquilleurs doivent mesurer la viscosité du sang. Le film étant en noir et blanc, la couleur importe peu. Mais il faut la bonne viscosité. Ils testent plusieurs composants, comme le sang de cinéma, qui est alors utilisé dans les films en noir et blanc. Ils essayent ensuite le ketchup et le coulis de chocolat, qui est retenu,.
Un des plans de cette scène ne sera jamais utilisé. « C'était pourtant l'un des plans les plus marquants que j'aie jamais vus. Il y avait quelque chose de tragique à voir cette femme somptueuse ainsi inanimée. » déclare Stefano. La caméra remonte et on voit la jeune femme allongée sur le sol, les fesses nues. Plusieurs personnes émettent des protestations, et en fin de compte, Hitchcock ne voit pas l'utilité de ce plan.
Le plan le plus techniquement difficile est celui du gros plan sur l'œil de Janet Leigh, où la caméra s'éloigne lentement. À l'époque, la mise au point automatique n'existe pas. Quand la caméra s'éloigne, il faut faire le point à la main, tout au long, ce qui est très difficile. Le plus dur pour l'actrice est de garder un regard vitreux, de rester sans ciller. « En plus, l'eau me coulait dessus, et les gouttes d'eau me chatouillaient ! C'était un vrai calvaire. Comme une démangeaison qu'on ne peut soulager. » déclare-t-elle. Cette dernière dément également que, contrairement à ce qu'ils affirment durant la visite des studios Universal Pictures, Hitchcock se serait amusé à faire couler de l'eau froide pour la faire crier. 
Anthony Perkins est à New York au moment du tournage de cette scène. Virginia Gregg le remplace pour le rôle de la mère. Elle l'interprétera d'ailleurs dans les suites de Psychose. Selon d'autres sources, ce sont deux doublures qui prennent la place de l'acteur absent. Ann Dore apparaît au début de la scène, derrière le rideau de douche, et c'est la cascadeuse Margo Epper qui donne les coups de couteau.

## Postérité
Parmi les grands réalisateurs américains, Brian De Palma a décliné cette scène dans nombre de ses films.
La scène de la douche est parodiée dans un épisode de la saison 2 des Simpson.
Cette scène culte est reproduite dans l'épisode 6 de la cinquième saison de la série préquelle Bates Motel.
Une parodie de la scène de la douche, mise en scène par le photographe David LaChapelle, et représentant l'actrice Pamela Anderson mimant la terreur, sert de support en 2015 à une campagne de l'association People for the Ethical Treatment of Animals (PETA) en faveur du véganisme, en arguant notamment que « Manger une livre (0.45 kg) de viande revient à dépenser en eau l’équivalent de six mois de douches. ».
Dans Le Grand Frisson (High Anxiety), long hommage hilarant au maître anglais, Mel Brooks, à la fois acteur et réalisateur, se met lui-même en scène sous la douche, plan par plan et avec une minutie qui mêle horreur et burlesque.